# Andreas Blinkenberg
Andreas Peter Damsgaard Blinkenberg (* 18. Februar 1893 in Aarhus; † 22. Februar 1982) war ein dänischer Romanist.

## Leben
Blinkenberg, Neffe des Klassischen Archäologen Christian Blinkenberg, machte 1911 Abitur in Aarhus. Er studierte an der Universität Kopenhagen Philologie und Philosophie und absolvierte 1918 die Prüfung zum cand. mag. in Französisch, Englisch und Dänisch. Von 1921 bis 1923 war er Lektor für Dänisch an der Sorbonne. Er promovierte in Kopenhagen über Ernest Renan. Bidrag til Belysning af hans filosofisk-religiøse Ungdomskrise [Ernest Renan. Ein Beitrag zur Erforschung seiner philosophisch-religiösen Jugendkrise] (Kopenhagen 1923). Von 1925 bis 1928 war er Assistent für Französisch an der Universität Kopenhagen. 1928 wurde er Dozent in Aarhus und war dort ab 1934 Professor für Französisch, von 1941 bis 1963 Professor für romanische Philologie. Während dieser Zeit war er von 1937 bis 1940 auch Rektor. Blinkenberg engagierte sich im Bereich der internationalen universitären Zusammenarbeit und war von 1948 bis 1958 Mitglied der dänischen UNESCO-Kommission, ab 1964 mehrmals Delegierter bei der UNESCO und der Generalkonferenz der Association Internationale des Universités.
Blinkenberg war Mitglied ab 1944 der Königlich Dänischen Akademie der Wissenschaften, ab 1945 der Königlichen Wissenschafts- und Literaturgesellschaft in Göteborg, ab 1964 der Académie Nationale des Sciences, Belles-Lettres et Arts de Bordeaux. Im Jahr 1971 wurde er Ehrenmitglied der Société de Linguistique Romane. Er erhielt 1961 die Ehrendoktorwürde der Universität Dijon. Blinkenberg war Kommandeur des Dannebrogorden und Ritter der Ehrenlegion.

## Veröffentlichungen (Auswahl)
- L'Ordre des mots en français moderne, Kopenhagen 1928–1933, 3. Auflage 1969
- (Übersetzung aus dem Französischen ins Dänische) Rousseau, Confessions,  Kopenhagen 1930, 1948, 1966
- (zusammen mit Margrethe Thiele unter Mitwirkung von Poul Højbye, Carl Hjort, Kristian Sandfeld und C. Thierry) Dansk-fransk ordbog [Wörterbuch Dänisch-Französisch], Kopenhagen 1937, 3. Auflage 1975–1977, 4. Auflage durch Jens Rasmussen, Gerhard Boysen, Johan Windfeld Hansen, 1991
- Le patois d’Entraunes. I: Matériaux phonétiques, morphologiques et syntactiques. II : Matériaux lexicologiques, Kopenhagen 1939–1940
- Fransk modstandsdigtning [Französische Widerstandsdichtung]. En orientering og et udvalg digte, Kopenhagen 1946
- Le Patois de Beuil. Documents et notes, avec un appendice sur le parler de Péone, Aarhus 1948
- Le Problème de l'accord en français moderne. Essai d'une typologie, Kopenhagen 1950
- Aarhus Universitet 1928–1953, Kopenhagen 1953
- Le Problème de la transitivité en français moderne. Essai syntacto-sémantique, Kopenhagen 1960
- (zusammen mit  Poul Høybye unter Mitwirkung von Arne Krog, Holger Schou, Johan Windfeld Hansen, Holger Schelde) Fransk-dansk ordbog [Wörterbuch Französisch-Dänisch], Kopenhagen 1964–1966, 2. Auflage durch Johan Windfeld Hansen, Kopenhagen 1984, 3. Auflage durch Gerhard Boysen, Johan Windfeld Hansen, François Marchetti, 1997
- Montaigne, Kopenhagen 1970
- Amiel. Dage af en drømmers liv, Aarhus 1978